# Kenelm Lee Guinness
Kenelm Edward Lee Guinness (14 de agosto de 1887 – 10 de abril de 1937) fue un piloto automovilístico británico activo en los años 1910 y 1920. Ligado con la escudería Sunbeam durante buena parte de su carrera, batió un récord de velocidad en tierra en 1922.
Como ingeniero de automoción,  inventó y fabricó la bujía KLG. 
Si bien nació en Londres, era miembro de la familia de cerveceros irlandeses Guinness, habiendo sido también uno de los directores de la compañía.

## Inicio en las carreras
El interés de Guinness por el mundo de  las carreras de coches comenzó mientras era alumno de la Universidad de Cambridge, participando como mecánico de a bordo de su hermano mayor, Algernon Guinness.
Su primera carrera importante como piloto fue el Tourist Trophy de la Isla de Mann en 1907, aunque su Darracq tuvo que retirarse pronto debido a una avería en un eje. Su estrecha relación con el grupo Sunbeam, Talbot y Darracq continuó durante toda su carrera. Ese mismo año, también participó en el Gran Premio de Bélgica en el Circuito de las Ardenas.
Por esta época adquirió un antiguo pub, 'El Bald Faced Stag' en Putney, Londres, que se convirtió en el cuartel general de sus proezas en el mundo del automóvil.
Desde 1913 fue piloto oficial de la escudería Sunbeam junto a Henry Segrave. El diseñador de los motores de Sunbeam, Louis Coatalen, llegó a ser su amigo y consejero en su carrera como piloto de los coches Sunbeam o Talbot. Esta relación continuó entre 1914 y 1924, en compañía de otros famosos pilotos como Jean Chassagne.

## Bujías KLG

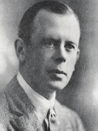
Kenelm Lee Guinness, MBE

Como muchos otros corredores de esta época, tuvo intereses comerciales en el mundo del motor, habiendo inventado la bujía KLG, una marca que ha perdurado a través del tiempo.
Su experiencia en el Tourist Trophy de Man en 1912 le dio la idea de desarrollar una bujía más fiable. La innovación de la bujía KLG era su uso de un aislante de mica. Esta mica se disponía en hojas comprimidas alrededor del electrodo, que quedaba en el centro formando un hilo. Estos aislantes dieron un rendimiento más fiable que la porcelana utilizada por otros fabricantes.
La producción de estas bujías comenzó artesanalmente en 'The Bald Faced Stag', siendo suministradas a otros corredores, como Segrave y Campbell.
Las bujías KLG ganaron una particular buena reputación por su fiabilidad para su uso en aeronaves, y tuvieron gran demanda durante la Primera Guerra Mundial. Al comiemzo del conflicto se incorporó a la Marina Real, pero se le ordenó dejar la armada porque su trabajo en las bujías se consideró más valioso para el esfuerzo de guerra que su contribución como marino.
En 1919  vendió los derechos mundiales de distribución a Smiths, que compró la patente en 1927. Guinness quedó como asesor.
La fiabilidad de las bujías KLG era particularmente atractiva para los coches que pretendían batir récords de velocidad equipados con motores aeronáuticos con muchos cilindros, a menudo con sistemas de ignición duales. El Sunbeam 1000HP de Segrave montaba 48 bujías, y en caso de que fallara alguna, podría ser muy difícil detectar la pieza averiada y reemplazarla en mitas de una playa azotada por el viento.

## Talleres de Ingeniería Robinhood
El negocio de las bujías KLG se convirtió en la compañía Robinhood Engineering Works, cambiando su antigua sede en el pub por un edificio ArtDecó construido al efecto, en el que llegarían a trabajar 1500 personas.  El edificio fue finalmente derribado y un hipermercado ASDA pasó a ocupar el solar.

## Hidromasaje
Inventó el primer hidro-pulsador para el tratamiento de las encías mediante hidromasaje.

## Piloto automovilístico

### 1913
- Retirado (fallo en un eje) en el Tourist Trophy de la Isla de Man
- Gran Premio de Francia 1913 (retirado)

### 1914

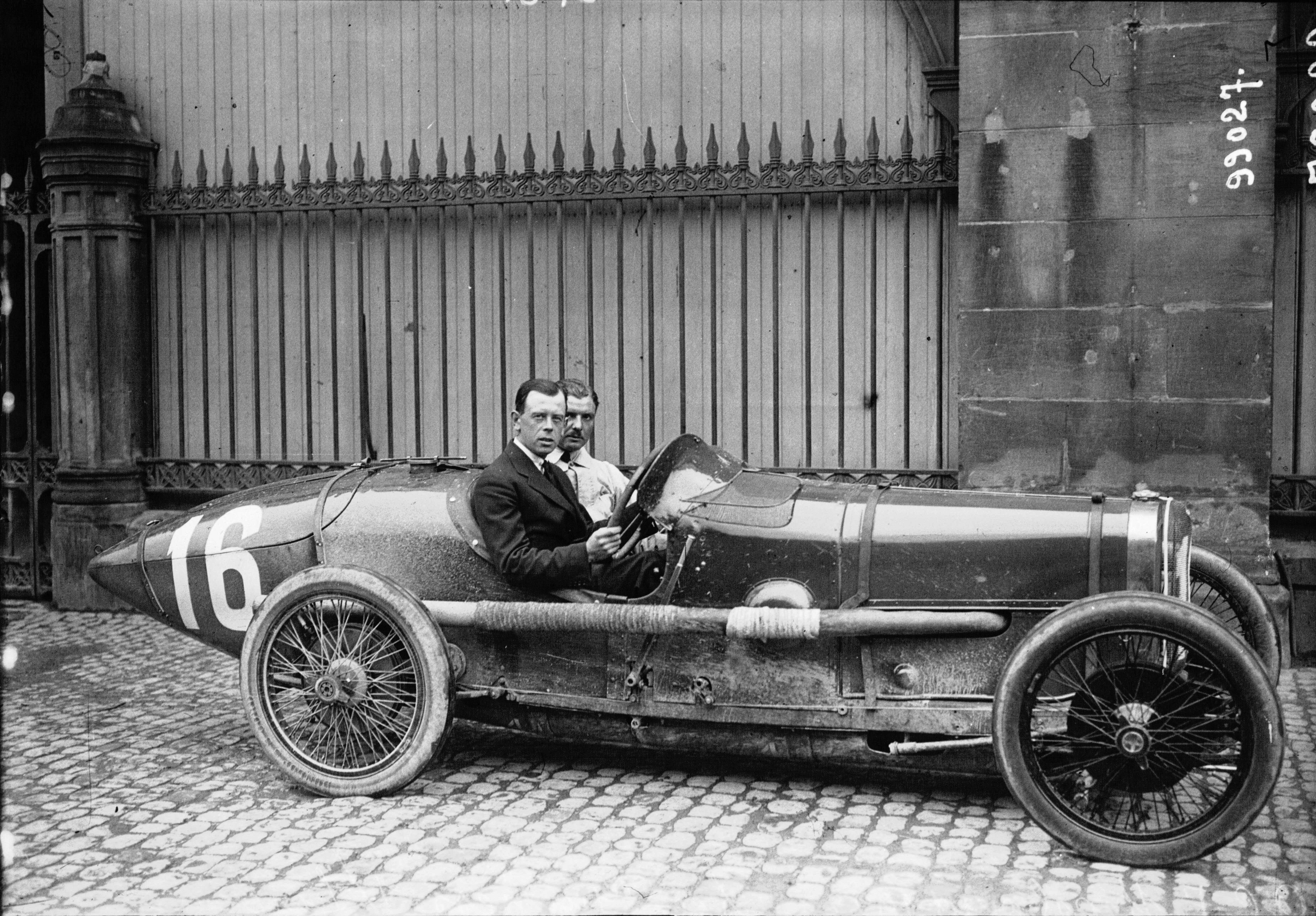
Sunbeam de Gran Premio 1922

- Ganador y vuelta rápida, en el Tourist Trophy de la Isla de Man, 10-11 de junio de 1914, Sunbeam TT 3.2 litros
- Gran Premio de Francia 1914 (retirado)

### 1922
- Ganador, JCC 200 Brooklands, Voiturettes, 19 de agosto de 1922, Talbot-Darracq 56
- Ganador, Copa para Voiturettes Le Mans, 18 de septiembre de 1922, Talbot-Darracq 56
- Ganador, Gran Premio Penya Rhin, Voiturettes, 5 de noviembre de 1922, Talbot-Darracq 56

### 1924
- Ganador, Gran Premio de Suiza,  Voiturettes, Ginebra, 15 de junio de 1924, Talbot 70
- Ganador, JCC 200 Brooklands, Voiturettes, 20 de septiembre de 1924, Talbot 70
- Guinness chocó el 27 de septiembre de 1924 en el Gran Premio de San Sebastián. Su mecánico, Tom Barrett, resultó muerto. Barrett había sustituido al mecánico habitual de Guinness, Bill Perkins, quien se recuperaba en el hospital de los daños sufridos tres semanas antes en un accidente sucedido en Brooklands, en el que el conductor del automóvil, Dario Resta, perdió la vida.[5] Guinness nunca volvería a correr en San Sebastián. El accidente llevó a abandonar la práctica de los mecánicos de a bordo en las carreras.

## Récord de velocidad

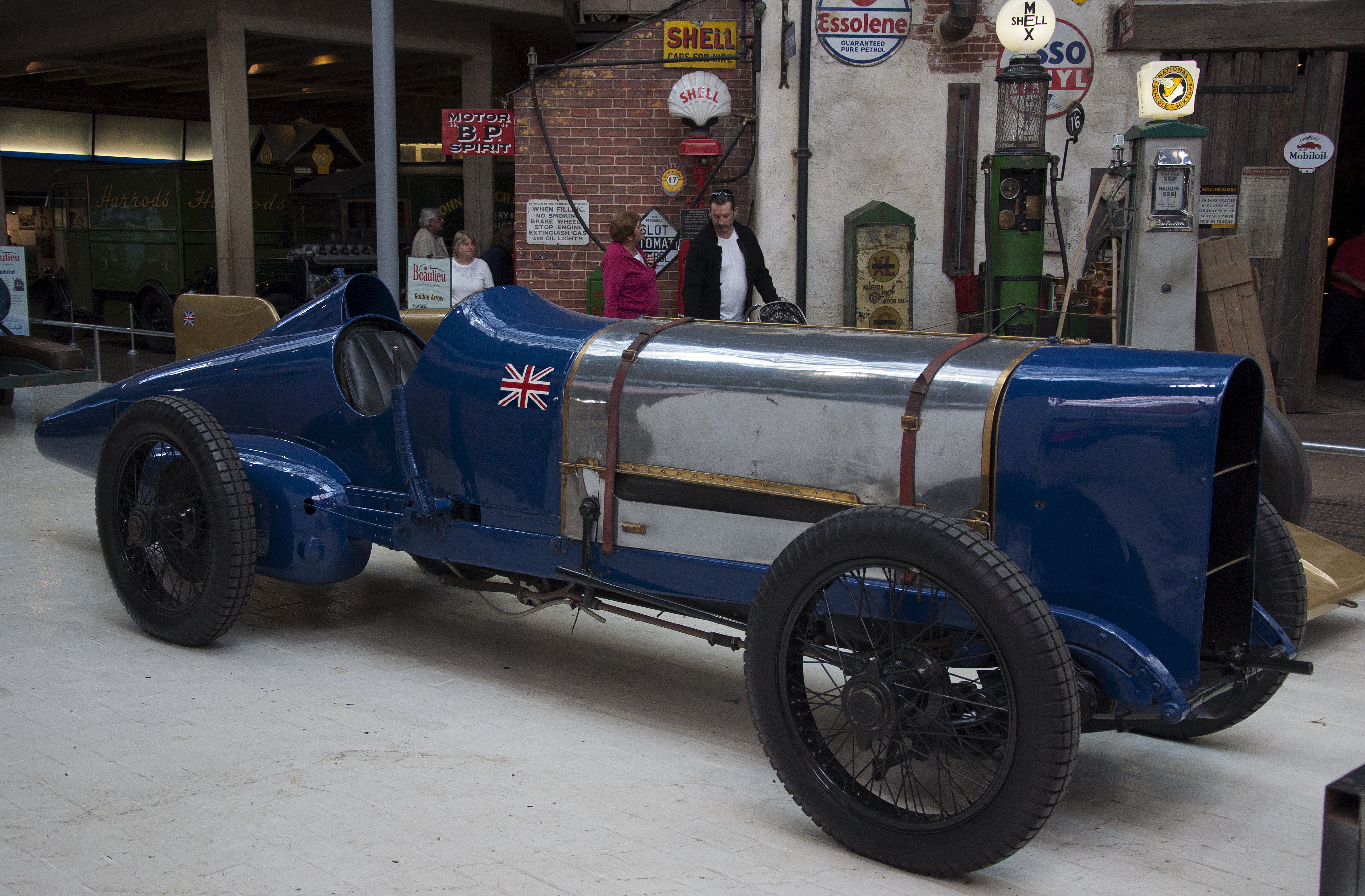
Sunbeam conducido por Guinness para lograr el récord mundial de velocidad, posteriormente convertido en el Blue Bird de Malcolm Campbell

Después de la Primera Guerra Mundial, Louis Coatalen construyó el Sunbeam 350HP, propulsado por un motor Manitou V12.
El 17 de mayo de 1922, con Guinness al volante, el automóvil estableció una serie de récords mundiales de velocidad en Brooklands: la vuelta más rápida al circuito a 121,54 millas por hora (195,6 km/h), y plusmarcas en la media milla, el kilómetro, la milla y las dos millas lanzado. El mayor promedio de velocidad lo alcanzó en la media milla, con 136,05 millas por hora (219 km/h). Fueron los últimos registros en ser batidos en un circuito. En adelante, se utilizarían playas o pisos de sal.
El coche fue más tarde vendido a Malcolm Campbell, que lo rebautizó como "Blue Bird", quien también lo utilizó para establecer registros de velocidad en tierra.
Después de su accidente en 1924, Guinness se retiró como conductor de récords de velocidad y como piloto de carreras. Sin embargo, en 1927 acompañó a Segrave como piloto auxiliar, viajando con el Sumbean 1000HP a Daytona.

## Yate

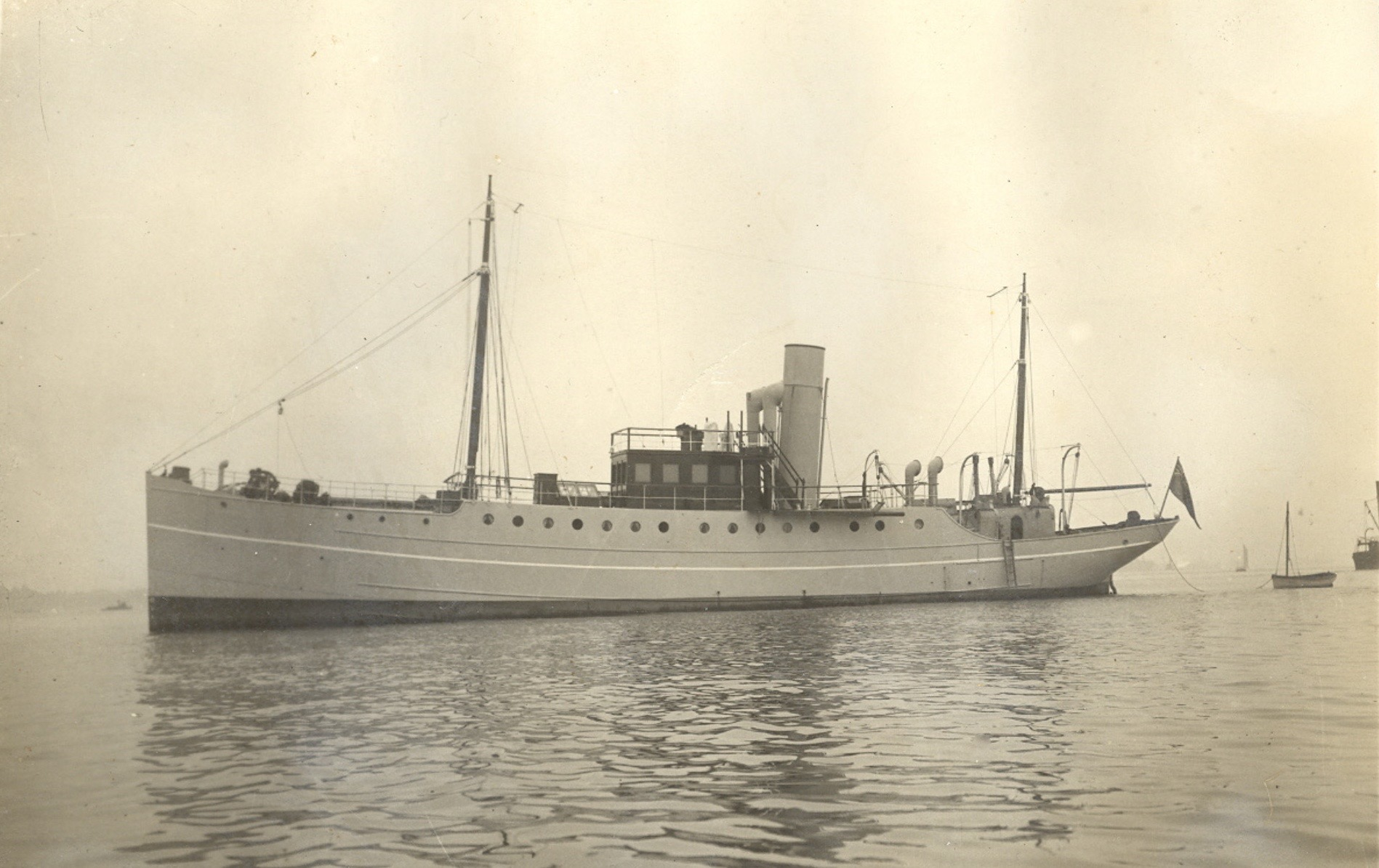
Ocean Rover

Las aspiraciones navales  de Guinness en la Primera Guerra Mundial se vieron parcialmente colmadas en 1919, cuando  adquirió un dragaminas dado de baja, el "Samuel Green", reconvertido en barco pesquero. Rebautizado como 'Ocean Rover', "Lo reacondicionó como el yate de un caballero. Dispuso alojamiento para sus invitados, junto con el equipo necesario para transportar sus coches de carreras a acontecimientos en el extranjero".
En 1926, después de que Guinness se retirara de las carreras, organizó con su amigo Malcolm Campbell una expedición en el yate para buscar tesoros en las islas Cocos.

## Muerte
Tras el accidente de 1924, Guinness resultó gravemente herido. Las lesiones sufridas habrían bastado por sí mismas para acabar con su carrera de piloto, pero las heridas en la cabeza y el trauma que le causó la muerte de Barrett contribuyeron a cambiar su personalidad.
En sus últimos meses de 1937, empezó a sufrir alucinaciones, y era cuidado por una enfermera en su casa. El 10 de abril de 1937 fue encontrado muerto en un dormitorio de su casa, próximo a la fábrica de KLG, aparentemente víctima de un suicidio, asfixiado por el gas. En la investigación judicial, su hermano sir Algernon Guinness redactó una carta en la que indicaba el posible suicidio. Su veredicto era, "Suicidio, por trastorno mental".
Fue enterrado el 14 de abril en el Cementerio de Putney Vale, adyacente a la fábrica de KLG.